# Torneo di Wimbledon 1886 - Doppio maschile
In questa edizione è stato introdotto il Challenge Round che concede ai detentori del titolo l'accesso diretto alla finale contro i vincitori di un torneo preliminare.
I gemelli William e Ernest Renshaw si sono confermati per il terzo anno consecutivo superando nel Challenge Round la coppia formata da Claude Farrer e Arthur John Stanley per 6-3, 6-3, 4-6, 7-5.

## Challenge Round
|  | Challenge Round                           |                                           |                                           |   |   |   |   |  |
|  |                                           |                                           |                                           |   |   |   |   |  |
|  | Claude Erskine Farrer Arthur John Stanley | Claude Erskine Farrer Arthur John Stanley | Claude Erskine Farrer Arthur John Stanley | 3 | 3 | 6 | 5 |  |
|  | Ernest Renshaw William Renshaw            | Ernest Renshaw William Renshaw            | Ernest Renshaw William Renshaw            | 6 | 6 | 4 | 7 |  |

## Turni preliminari

### Legenda
| - Q = Qualificato - WC = Wild card - LL = Lucky loser | - ALT = Alternate - SE = Special Exempt - PR = Protected Ranking | - w/o = Walkover - r = Ritirato - d = Squalificato |

|  | Quarti di finale               | Quarti di finale               | Quarti di finale              | Quarti di finale              | Quarti di finale              | Quarti di finale              | Quarti di finale |  |  | Semifinali                     | Semifinali                     | Semifinali                     | Semifinali                     | Semifinali                     | Semifinali                     | Semifinali |   |   | Finale                 | Finale                 | Finale                 | Finale                 | Finale | Finale | Finale |  |
|  |                                |                                |                               |                               |                               |                               |                  |  |  |                                |                                |                                |                                |                                |                                |            |   |   |                        |                        |                        |                        |        |        |        |  |
|  | H Chipp E G Meers              | H Chipp E G Meers              | H Chipp E G Meers             | H Chipp E G Meers             | H Chipp E G Meers             | H Chipp E G Meers             | w/o              |  |  |                                |                                |                                |                                |                                |                                |            |   |   |                        |                        |                        |                        |        |        |        |  |
|  | H C Crawford C Cramer-Roberts  | H C Crawford C Cramer-Roberts  | H C Crawford C Cramer-Roberts | H C Crawford C Cramer-Roberts | H C Crawford C Cramer-Roberts | H C Crawford C Cramer-Roberts |                  |  |  | H Chipp E G Meers              | H Chipp E G Meers              | H Chipp E G Meers              | H Chipp E G Meers              | 3                              | 6                              | 2          |   |   |                        |                        |                        |                        |        |        |        |  |
|  | C E Farrer A J Stanley         | C E Farrer A J Stanley         | C E Farrer A J Stanley        | C E Farrer A J Stanley        | 6                             | 6                             | 7                |  |  | C E Farrer A J Stanley         | C E Farrer A J Stanley         | C E Farrer A J Stanley         | C E Farrer A J Stanley         | 6                              | 8                              | 6          |   |   |                        |                        |                        |                        |        |        |        |  |
|  | A A Dunn C Liddell             | A A Dunn C Liddell             | A A Dunn C Liddell            | A A Dunn C Liddell            | 1                             | 3                             | 5                |  |  |                                |                                |                                |                                |                                |                                |            |   |   | C E Farrer A J Stanley | C E Farrer A J Stanley | C E Farrer A J Stanley | C E Farrer A J Stanley | 7      | 6      | 6      |  |
|  | P Bowes-Lyon H W W Wilberforce | P Bowes-Lyon H W W Wilberforce | 5                             | 6                             | 6                             | 3                             | 6                |  |  |                                |                                | P Bowes-Lyon H W W Wilberforce | P Bowes-Lyon H W W Wilberforce | P Bowes-Lyon H W W Wilberforce | P Bowes-Lyon H W W Wilberforce | 5          | 3 | 1 |                        |                        |                        |                        |        |        |        |  |
|  | William Taylor M G Macnamara   | William Taylor M G Macnamara   | 7                             | 2                             | 1                             | 6                             | 0                |  |  | P Bowes-Lyon H W W Wilberforce | P Bowes-Lyon H W W Wilberforce | 7                              | 4                              | 8                              | 6                              | 6          |   |   |                        |                        |                        |                        |        |        |        |  |
|  |                                |                                |                               |                               |                               |                               |                  |  |  | W Milne C H A Ross             | W Milne C H A Ross             | 9                              | 6                              | 6                              | 1                              | 1          |   |   |                        |                        |                        |                        |        |        |        |  |